# Kawasaki Ki-56
Kawasaki Ki-56 (яп. 一式貨物輸送機) — серійний двомоторний військово-транспортний літак Імперської армії Японії періоду Другої світової війни.
Кодова назва союзників — «Талія» (англ. Thalia).

## Історія створення
У вересні 1939 року фірма Kawasaki придбала ліцензію на виробництво 14-місного пасажирського літака Lockheed Model 14 Super Electra. Командування Імперської армії Японії, оцінивши високі характеристики літака, замовило розробку на його базі армійського транспортного літака. Головний акцент мав бути на збільшенні вантажопідйомності та об'єму літака.
Японські конструктори під керівництвом Такео Дої та без інформування Lockheed Corporation (яка в цей час проводила схожі розробки в вигляді моделі Lockheed Model 18) подовжили фюзеляж літака на 1,5 м, а на крилі встановили закрилки Фаулера. Також вдалось знизити вагу конструкції крила. Замість двигунів Mitsubishi Ha-26-II потужністю 900 к.с., які стояли на ліцензійній копії «Локхіда», встановили 14-ти циліндрові двигуни Nakajima Ha-25 потужністю 950 к.с. (990 к.с. при зльоті) з повітряним охолодженням. Гвинт був трилопатевий сталого кроку. Крім того, були збільшені вантажні двері, а на підлозі були зроблені вантажні люки. Незважаючи на більші розміри та встановлення пристроїв для завантаження, модель виявилась на 52 кг легшою за Lockheed Model 14. Літак міг переводити 2 400 кг корисного вантажу.
Перші два дослідні взірці розпочали випробування у листопаді 1940 року. Літак показав хороші характеристики та керованість. В результаті він був запущений у серійне виробництво під назвою «Армійський вантажний літак Тип 1» (або Ki-56).
До грудня 1941 року на заводах Kawasaki виготовлялись як ліцензійний варіант, так і Ki-56, після чого випускався тільки японський літак. Всього до 1943 року було збудовано 121 літак.

## Історія використання

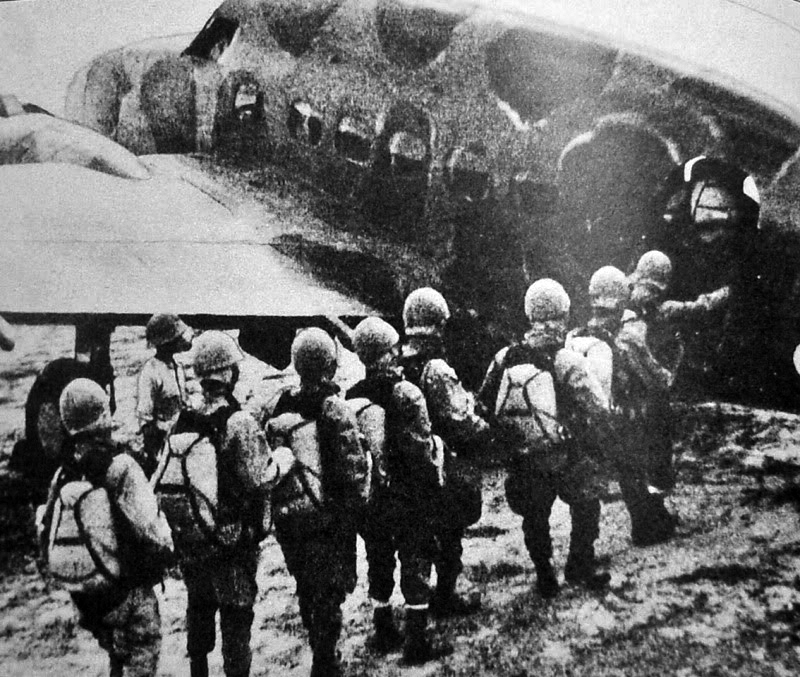
Парашутисти сідають на борт Ki-56. Аеродром «Кларк Філд», Філіппіни.

Вперше Ki-56 використовувався в бойових діях під час японського вторгнення на Суматру (Голландсько-Ост-Індійська операція). З Ki-56 здійснювався повітряний десант на Палембанг, при цьому пілоти ВПС Британії які в цей час проводили розвідку японських сил, помітили літаки, але сплутали їх з союзними літаками Lockheed Hudson (модель теж була розроблена на базі Lockheed Model 14). Сили ППО теж не відреагували вчасно, і відкрили вогонь аж після початку десантування. В результаті один транспортний літак був збитий, і ще один мусив здійснити аварійну посадку. 
Літак широко використовувався для транспортних перевезень на всіх ділянках фронту під час війни на Тихому океані. За оцінками спеціалістів він навіть переважав за деякими параметрами американський Lockheed Model 18 Lodestar.

## Тактико-технічні характеристики

### Технічні характеристики
- Екіпаж: 4 чоловік
- Пасажири: 14 чоловік
- Довжина: 14,90 м
- Висота: 3,90 м
- Розмах крил: 19,96 м
- Площа крил: 51,20 м ²
- Маса пустого: 4 672 кг
- Маса спорядженого: 8 024 кг
- Навантаження на крило: 156,7 кг/м ²
- Двигуни: 2 х Nakajima Ha-25
- Потужність: 2 х 950 к. с.
- Питома потужність: 4,05 кг/к.с.

### Льотні характеристики
- Максимальна швидкість: 400 км/г
- Дальність польоту: 3 300 км
- Швидкість підйому:: 3 000 м за 12 хв. 38 с.
- Практична стеля: 8 000 м